# North Shore (Virginia)
North Shore is een plaats (census-designated place) in de Amerikaanse staat Virginia, en valt bestuurlijk gezien onder Franklin County.

## Demografie
Bij de volkstelling in 2000 werd het aantal inwoners vastgesteld op 2112.

## Geografie
Volgens het United States Census Bureau beslaat de plaats een oppervlakte van
52,1 km², waarvan 35,4 km² land en 16,7 km² water.

## Plaatsen in de nabije omgeving
De onderstaande figuur toont nabijgelegen plaatsen in een straal van 28 km rond North Shore.